# Ali Kosheib
Ali Kusheib (Ali Kushayb transcrit en anglais), de son vrai nom Ali Mohamed Ali Abdelrahman, né en 1957 au Soudan, est un ancien commandant des Janjawids soutenu par le gouvernement soudanais pour lutter contre les rebelles du Darfour lors de la guerre civile au Darfour. Il est actuellement détenu en attente de son procès par la Cour pénale internationale pour avoir ordonné des meurtres, des viols et des pillages contre les populations du Darfour.

## Eléments biographiques
Ali Kosheib appartient à la tribu arabe des Beni Halba.
Il a travaillé comme assistant médical à Garsila de 1993 à 1995. Il a aussi été sergent dans l'armée.

## Enquête de la Cour pénale internationale
Le 27 avril 2007, la Cour pénale internationale délivre un mandat d'arrêt,. Vingt-deux chefs d'accusation pour crimes contre l'humanité et vingt-huit chefs d'accusation pour crimes de guerre sont retenus contre Ali Kusheib.
Il est soupçonné d'implication dans les massacres du Wadi Saleh, à l'ouest du Darfour, dans lesquels plusieurs centaines d'hommes ont trouvé la mort en mars 2004.
Ali Kosheib a été arrêté le 29 novembre 2006 par les autorités soudanaises. Il devait être jugé par le tribunal spécial soudanais pour le Darfour, une juridiction créée par Khartoum en 2005 pour contrer la CPI.
Pour le mandat international de la CPI, il est finalement arrêté en République centrafricaine en juin 2020 et prestement livré à la Cour pénale internationale.
Le 24 mai 2021, s'ouvre l'audience de confirmation des charges dans l'affaire qui oppose la CPI à Ali Kushayb, ex-chef de milice de janjawid. Le bureau du procureur réclame sa mise en accusation pour des crimes contre l’humanité et des crimes de guerre commis au Darfour en 2003 et 2004.
Le 9 juillet 2021, les juges de la Cour pénale internationale (CPI) ont confirmé la mise en accusation de Ali Kushayb. Il est désormais accusé de crimes contre l'humanité et crimes de guerre pour des meurtres, des persécutions, des tortures, des atteintes à la dignité personnelle, des traitements cruels, des attaques contre les populations civiles, des viols, des transferts forcés de population et des pillages. Des crimes commis entre août 2003 et mars 2004, lors du conflit opposant le régime d'Omar el-Béchir à des groupes rebelles du Darfour.
Le 5 avril 2022, son procès débute à la cour pénale internationale pour les 31 chefs d'accusations de crimes contre l’humanité et crimes de guerre commis au Darfour en 2003 et 2004.
Les réquisitions du procès sont attendus pour décembre 2024. Dans le réquisitoire, le procureur de la Cour pénale internationale (CPI) demande aux juges de reconnaitre l'accusé trente-et-une fois coupable pour les crimes commis au Darfour.